# これが決定版!プロ野球珍プレー好プレー
『これが決定版!プロ野球珍プレー好プレー』（これがけっていばんプロやきゅうちんプレーこうプレー）は、日本テレビ系列の「木曜スペシャル」内で1980年後期～1993年まで年2回（夏頃・年末）放送されていたスポーツバラエティ特別番組。

## 概要・番組内容
毎回、プロ野球12球団の中で特に活躍した選手をスタジオに招きトークを聴くだけでなく、試合の中であった様々な要素を既製パロディなどに見立てて紹介する。特に乱闘シーンの特集では毎回大河ドラマ風の「戦国絵巻」ドラマに見立てて取り上げられた。
VTRごとに担当ナレーションが違うのも特徴で、選手や監督などの吹き替えなどもやっていた。
毎年下半期の放送は『アメリカ横断ウルトラクイズ』の最終週の翌週に組まれることが多かった。
1993年上半期の放送では選手は一人も呼ばれず、代わりに関根勤、やしきたかじん、マルシアなど芸能人がスタジオに出演していた。
1993年下半期の放送では『劇空間プロ野球'93』のテーマソングだった「果てしない夢を」がエンディングテーマに使用された。

## 出演者

### 司会
長嶋茂雄 - 1980年代後期
徳光和夫 - 1980年代後期
村上里佳子 - 1980年代後期
所ジョージ - 1990年上半期
高田純次 - 1990年末
三宅裕司 - 1991年～
渡辺徹 - 1991年～1992年
渡辺正行
井森美幸 - 1980年代終盤～1992年
吉田填一郎 - 1990年
ほか

### ナレーション
神谷明
水島裕
木場剛→バッキー木場
宮地佑紀生
デーブ・スペクター
芥川隆行
岸田今日子
中西龍
納谷悟朗
キートン山田
宮川大助・花子
間寛平
吉田照美
小原乃梨子・たてかべ和也・肝付兼太 - それぞれ「ドラえもん」ののび太、ジャイアン、スネ夫として担当。
三輪勝恵 - オリックス・ブレーブスのマスコット「ブレービー」として担当。
谷啓
小松政夫
ほか

### 選手
（所属は出演時）
読売ジャイアンツ
中畑清（引退後は解説者枠）
堀内恒夫（解説者枠）
桑田真澄
駒田徳広
槙原寛己
斎藤雅樹
大久保博元
村田真一
石毛博史
篠塚利夫
ロイド・モスビー
西武ライオンズ
清原和博
潮崎哲也
ヤクルトスワローズ
池山隆寛
広沢克己
長嶋一茂
川崎憲次郎
古田敦也
内藤尚行
高津臣吾
オリックス・ブレーブス→オリックス・ブルーウェーブ
佐藤和弘
門田博光
中日ドラゴンズ
落合博満
広島東洋カープ
正田耕三
達川光男
福岡ダイエーホークス
山本和範
近鉄バファローズ
金村義明
野茂英雄
ジム・トレーバー
日本ハムファイターズ
マット・ウインタース
若菜嘉晴
ロッテオリオンズ
マイク・ディアズ
ほか

## スタッフ
- 構成：須藤好造、八田辰夫、岩井田利治、庵原太郎、植木幹雄、村上知行、伊東雅司、小原由美子、高見孔二、長田充、島崎哲平、長谷川勝士、竹田康一郎、すずまさ
- デザイン：田原英二、道勘英樹
- 広報：染井将吾、河村良子、松村紀子、大関雅人
- 取材協力：讀賣テレビ放送、中京テレビ放送、広島テレビ放送、福岡放送ほか
- プロデューサー：武藤幸恵、稲塚秀孝、河野直樹、田中晃、望月成也
- スポーツ局：松垣吉晃、松村正信、橋本憲二、岩崎晃、石尾栄二、桜井純一
- 演出：小林達雄、佐藤謙治、石橋英夫、須沼望
- 総合演出：佐藤孝吉
- チーフプロデューサー：高橋靖二、篠崎安雄
- 制作：高橋進、神戸文彦、重松修
- 制作協力：タキオン、日企、ゼット (テレビ製作会社)
- 製作著作：日本テレビ

## エピソード
- 当時フジテレビ「珍プレー・好プレー」が試合やスタンドの状況や心境をありのまま表現したナレーションなのに対し、本番組では通常のシーンを編集に頼って面白く見せようとする一面があり、勝手にセリフを吹き替える、紹介パートごとに独自の設定や名称を設ける、選手・監督らの自慢話や身体的特徴などを論う、デッドボールや走るシーン等に効果音を挿入する等の演出を多用していた（叫ぶたびに馬の鳴き声のSEが入る駒田徳広・同じく叫ぶとギャオスの鳴き声が入ってた内藤尚行等もその一例）。また選手以外の事も積極的に取り上げ、審判や観客までもスポットを当てている。
  - 例:「俺は巨人軍の宮本だぞ！誰だ？布施博だなんて言ってるのは？」「ねえ！なんでなんで神戸なんかに来たの監督？神戸って言ったって海も見えない山奥じゃないのここはヒドいよ遊ぶとこねえんだもの！」「何言うんだ神戸山奥いいじゃねえか。俺が神戸出身だから監督になれたんだ！」
- 1990年の上半期の放送時のセ・リーグは読売ジャイアンツが独走していたが、それについて問われた落合博満（当時中日ドラゴンズ）は「仕方ないです」と、他人事のような発言をしていた。
- 1990年の日本シリーズは西武ライオンズが4連勝で日本一になり、番組の冒頭から西武の選手がインタビューを受けていたが、司会の高田純次は「日テレなんでジャイアンツ（のVTR）から行かないと蹴りが飛んできますので」と説明し、笑いを誘った。
- 1990年末の放送で篠塚利夫（読売ジャイアンツ）と内藤尚行（ヤクルトスワローズ）が共演。二人はこの年の開幕戦で疑惑のホームラン（詳細は大里晴信を参照）の因縁があった。あらためて問われた篠塚は「（あれは）ファールでしょうね」とあっさり答え、内藤は苦笑していた。
- 1991年末の放送で、ルーレット（ネームプレートの電球が光る）に当たった選手が答えづらい質問に必ず答えなければならないという企画を行ったが、落合博満は自分に当たらないように電球を外してしまった。これに伴い、翌年では「去年にズルをした奴がいるから」と槍玉に挙げられて、帽子に付いたボールが光るタイプに変更した。
- 1992年の放送に出演したウインタース（日本ハムファイターズ）は、自ら持参したひもスプレーを撒き散らして暴走したり、特技を披露したりした。自称「ヘンナ外人ネ」。